# Selje i Nordfjord
Selje i Nordfjord é uma comuna da Noruega, com 235 km² de área e 3050 habitantes (censo de 2004).